# Gypona sobrina
Gypona sobrina är en insektsart som beskrevs av Spångberg 1881. Gypona sobrina ingår i släktet Gypona och familjen dvärgstritar. Inga underarter finns listade i Catalogue of Life.